# Ceraceomyces microsporus
Ceraceomyces microsporus är en svampart som beskrevs av K.H. Larss. 1998. Ceraceomyces microsporus ingår i släktet Ceraceomyces och familjen Amylocorticiaceae.  Arten är reproducerande i Sverige. Inga underarter finns listade i Catalogue of Life.